# Evil Empire
Evil Empire — музичний альбом гурту Rage Against the Machine. Виданий 15 квітня 1996 року лейблом Epic Record. Загальна тривалість композицій становить 46:32. Альбом відносять до напрямку репкор/ фанк-рок.

## Список пісень
1. People of the Sun[en] — 2:30
2. Bulls on Parade[en] — 3:51
3. Vietnow[en] — 4:39
4. Revolver — 5:30
5. Snakecharmer — 3:55
6. Tire Me[en] — 3:00
7. Down Rodeo[en] — 5:20
8. Without a Face — 3:36
9. Wind Below — 5:50
10. Roll Right — 4:22
11. Year of tha Boomerang — 3:59